# Губенко, Николай Николаевич
Никола́й Никола́евич Губе́нко (17 августа 1941, Одесса — 16 августа 2020, Москва) — советский и российский актёр театра и кино, кинорежиссёр, сценарист и певец. Народный артист РСФСР (1985). Лауреат премии Ленинского комсомола (1972) и Государственной премии РСФСР имени братьев Васильевых (1973).
Основатель и художественный руководитель театра «Содружество актёров Таганки» с 1993 года до конца жизни.
Последний Министр культуры СССР с 1989 по 1991 год. Депутат Государственной Думы Федерального собрания Российской Федерации II и III созывов (1995—2003). Депутат Московской городской Думы IV, V, VI и VII созывов (2005—2020). Заместитель председателя Московской городской думы (2009—2020).

## Биография
Родился 17 августа 1941 года в катакомбах Одессы, во время бомбёжки. Отец был военным лётчиком, бортмехаником бомбардировщика ТБ-3, погиб в бою под Ворошиловградом в 1942 году.
Мать до войны работала главным конструктором Одесского крекинг-завода и была повешена в 1942 году за отказ сотрудничать с немецкими оккупантами.
У Николая было три сестры и брат.
По окончании войны с 1947 года жил и учился в детском доме № 5 в Одессе. Затем был переведён в Суворовское училище с углублённым изучением английского языка, стал играть в театральном кружке. По окончании училища поступил в театральную студию при Доме актёра.
В 1958 году, по окончании театральной студии, его единственного зачислили в труппу вспомогательного состава Одесского театра юного зрителя, где он играл небольшие эпизодические роли и в массовке.
В начале 1960-х годов переехал в Москву и поступил на актёрский факультет Всесоюзного государственного института кинематографии (курс Сергея Герасимова и Тамары Макаровой), который окончил в 1964 году, и был принят в труппу Театра на Таганке. В 1962 году сыграл главную роль в спектакле объединённой мастерской ВГИКа «Карьера Артура Уи» по пьесе Бертольта Брехта; первый актёрский успех пришёл после роли в этом дипломном спектакле.
Дебютировал в кино ролью Николая в фильме «Застава Ильича», вышедшем в 1964 году.
В конце 1960-х годов его женой стала однокурсница по ВГИКу актриса Жанна Болотова, вместе они прожили более пятидесяти лет.
В 1968 году ушёл из театра на Таганке и вернулся во ВГИК на отделение режиссуры.
В 1970 году окончил режиссёрский факультет. В качестве режиссёра снял шесть полнометражных художественных фильмов, пять из них — по собственному сценарию и один короткометражный.
В 1977—1978 гг. читал лекции по кинорежиссуре на Высших курсах сценаристов и режиссёров.
В 1964—1968 годах и с 1980-х годов — актёр Театра на Таганке,
в 1987—1991 годах — главный режиссёр театра.
После возвращения Юрия Любимова часть коллектива призывает Губенко остаться художественным руководителем театра. В 1993 году после раскола театра становится руководителем театра «Содружество актёров Таганки», разместившегося в новом здании.
Являлся членом КПСС с 1987 года, на XXVIII съезде КПСС в июле 1990 года был избран членом ЦК КПСС.
С 21 ноября 1989 года по 28 августа 1991 года — министр культуры СССР. После отставки Кабинета министров в августе 1991 года в течение трёх месяцев (до 27 ноября) был исполняющим обязанности министра культуры, пока министерство не было упразднено Госсоветом (вместо него был создан Комитет СССР по культуре).

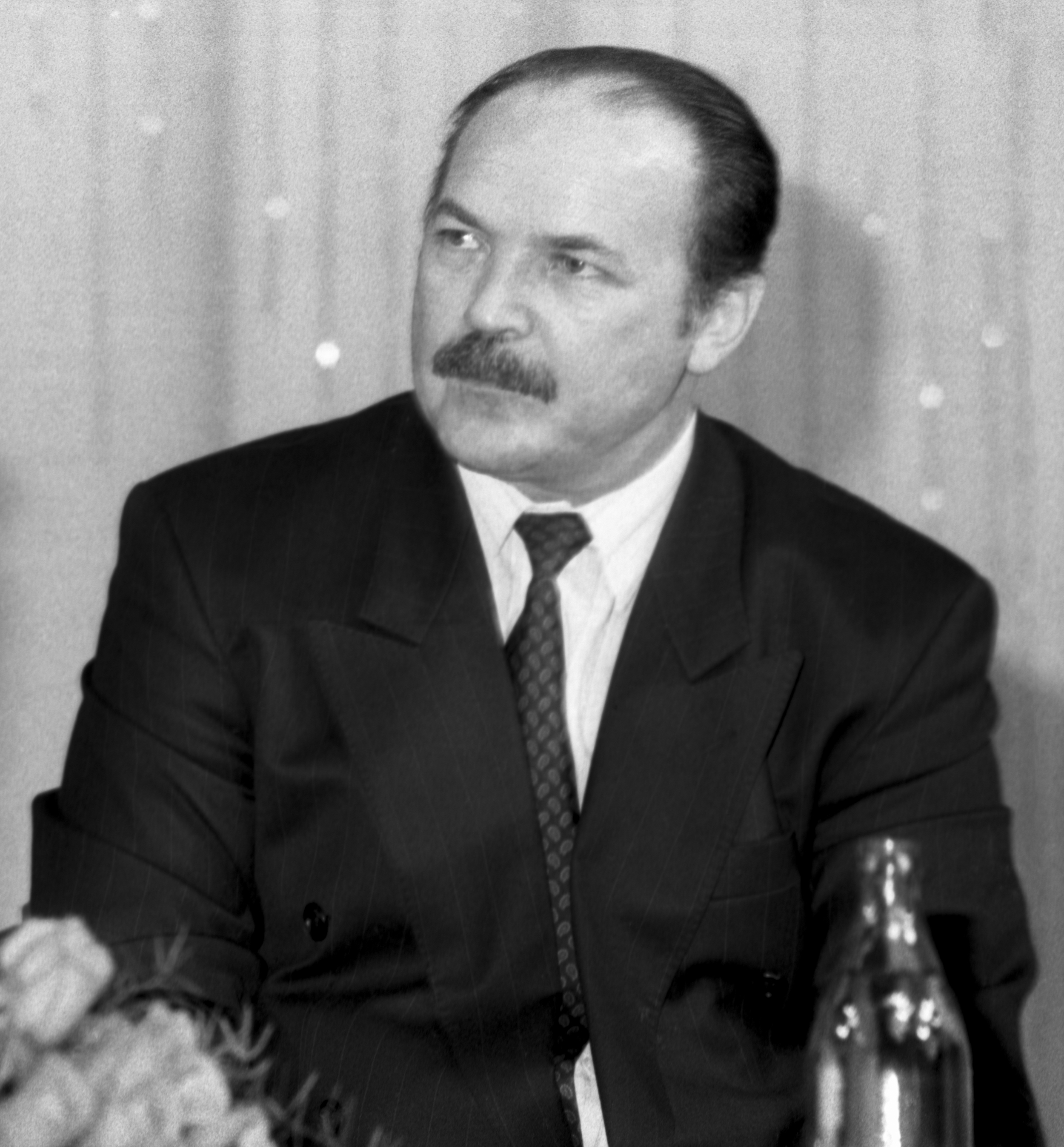
Николай Николаевич Губенко, 1993 год

С 1992 года до конца жизни — президент Международной ассоциации содействия культуре.
Являлся членом КПРФ. Избирался в Госдуму I созыва от избирательного блока «Достоинство и милосердие», от КПРФ — на выборах II и III созывов (1995-2003), был заместителем председателя Комитета по культуре и туризму (1995—1999) и председателем Комитета по культуре (1999—2003). 

С 20 апреля 1997 года по 25 мая 2002 года — член Президиума ЦК КПРФ. 25 мая 2002 года был исключён из КПРФ за отказ уйти с поста председателя Комитета, однако вскоре был восстановлен в партии.
В 2001—2006 гг. — в Совете при президенте Российской Федерации по культуре и искусству.
В 2005 году был избран в Мосгордуму от КПРФ. На выборах в Московскую городскую думу 2009 года входил в первую тройку избирательного списка КПРФ.
21 октября 2009 года был избран заместителем председателя Московской городской Думы, 24 сентября 2014 года переизбрался на этот пост. В январе 2016 года на сессии городского парламента предложил ужесточить контроль за притоком нелегальных мигрантов в Россию. В апреле 2017 года призвал ввести в России налог на бездетность.
В сентябре 2019 года был вновь избран депутатом и вице-спикером Московской городской Думы.
Скончался в Москве после продолжительной болезни 16 августа 2020 года, накануне своего 79-го дня рождения. Прощание с актёром состоялось 19 августа в театре «Содружество актёров Таганки».

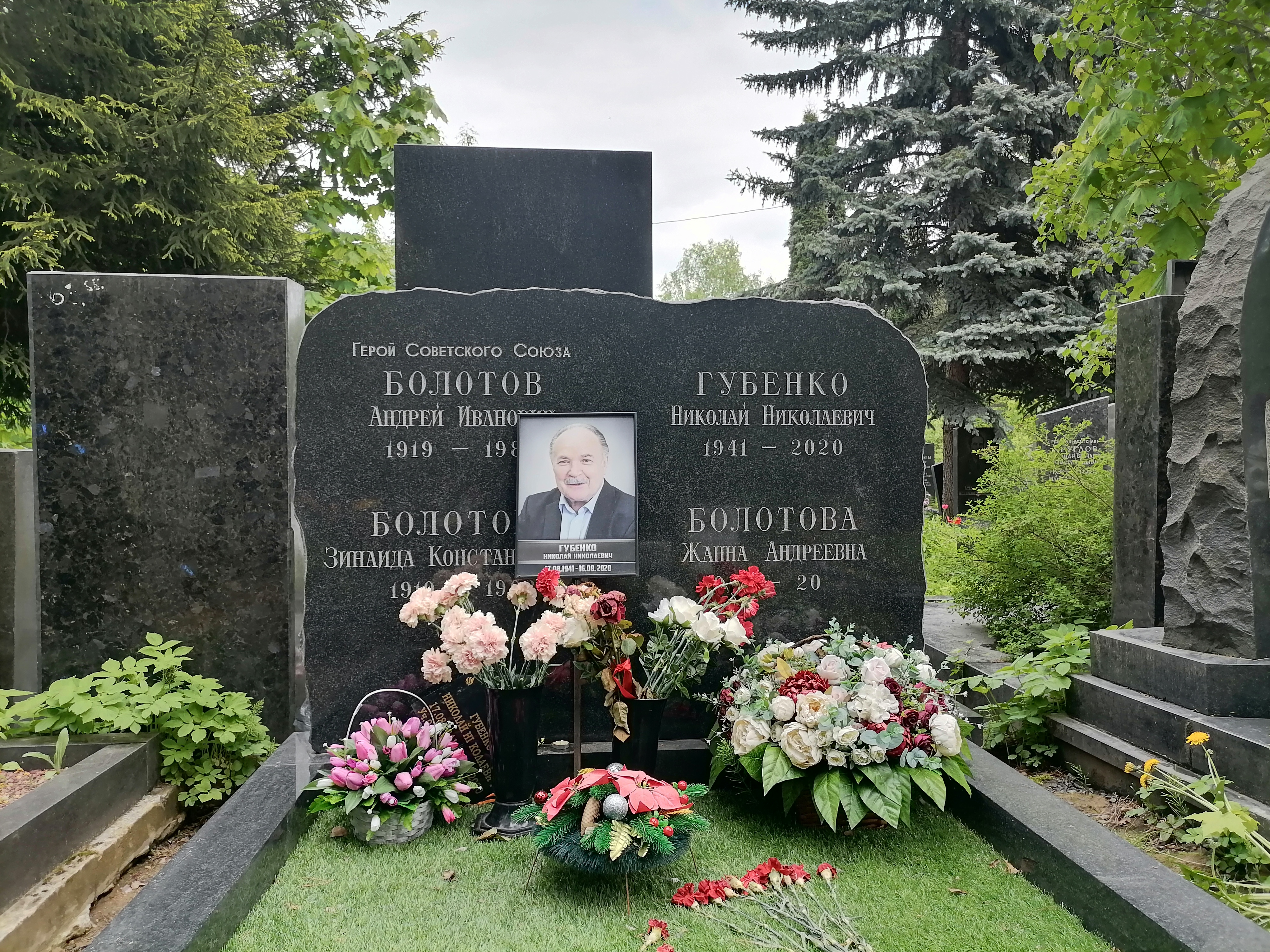
Могила на Кунцевском кладбище

Похоронен в одной могиле с тестем и тёщей на Кунцевском кладбище (участок № 9).

## Общественная позиция
Николай Губенко придерживался левопатриотических взглядов и активно высказывался по вопросам внутренней и внешней политики России. В 2014 году он поддержал аннексию Крыма, назвав это «восстановлением исторической справедливости».
Он критиковал Евромайдан, считая его «государственным переворотом, приведшим к власти националистов под внешним управлением». 
Губенко выражал поддержку жителям Донбасса, заявляя, что они «защищают право говорить на родном языке и сохранять историческую память». Он также критиковал прозападные силы в российской политике, утверждая, что «либералы разрушают страну изнутри в момент борьбы за её суверенитет».
Эти взгляды соответствовали его убеждению в необходимости сохранения культурного и политического суверенитета России.

## Семья
- Жена — Жанна Болотова, актриса. Детей нет.

## Признание и награды
- Премия Ленинского комсомола (1972)[6].
- Государственная премия РСФСР имени братьев Васильевых (1973) — за фильм «Пришёл солдат с фронта» (1971)[6].
- Заслуженный артист РСФСР (1974).
- Народный артист РСФСР (1985)[6].
- Кавалер ордена Искусств и литературы (1990, Франция)[6].
- Благодарность Президента Российской Федерации (5 мая 2003 года) — за активное участие в организации и проведении мероприятий «Года Украины в Российской Федерации»[26].
- Национальная премия «Имперская культура» имени Эдуарда Володина (2014)[27].
- Орден Дружбы (22 августа 2015 года) — за активную законотворческую деятельность и многолетнюю добросовестную работу[28].

## Творчество

### Роли в кино
- 1964 — Мне двадцать лет (Застава Ильича) — Николай Фокин
- 1964 — Пока фронт в обороне — Бурьянов
- 1964 — Пядь земли — раненый солдат
- 1964 — Когда улетают аисты — Раду
- 1966 — Последний жулик — Петя Дачников
- 1966 — Мальчик и девочка — попутчик с гитарой
- 1967 — Пароль не нужен — Василий Константинович Блюхер
- 1967 — Первый курьер — Яша Барончик
- 1967 — Начало неведомого века — человек с коровой
- 1969 — Дворянское гнездо — Ситников
- 1969 — Золотые ворота — солдат Иван
- 1969 — Директор — Алексей Зворыкин
- 1971 — Пришёл солдат с фронта — Николай Максимович Егоров
- 1974 — Если хочешь быть счастливым —  Андрей Родионов
- 1975 — Они сражались за Родину — лейтенант Голощёков
- 1975 — Прошу слова — Сергей Уваров
- 1976 — Подранки — Григорий Альбертович, воспитатель

### Роли на телевидении
- 1982 — 1988 — В.И. Ленин. Страницы жизни (сериал) — Ленин

### Режиссёрские работы
- 1968 — Настасья и Фомка (короткометражный)
- 1971 — Пришёл солдат с фронта
- 1974 — Если хочешь быть счастливым
- 1976 — Подранки
- 1980 — Из жизни отдыхающих
- 1983 — И жизнь, и слёзы, и любовь
- 1988 — Запретная зона

### Сценарии
- 1974 — Если хочешь быть счастливым
- 1976 — Подранки
- 1980 — Из жизни отдыхающих
- 1983 — И жизнь, и слёзы, и любовь
- 1988 — Запретная зона

### Озвучивание, вокал
- 1966 — Последний жулик — вокал (автор — Владимир Высоцкий)
- 1966 — Мальчик и девочка — исполнение песни (автор — Геннадий Шпаликов)
- 1976 — Подранки — Алексей Бартенев (роль Юозаса Будрайтиса)
- 1977 — В зоне особого внимания — прапорщик Валентир (роль Михая Волонтира)
- 1978 — Бархатный сезон — Николас, Николай Шухов (роль Юозаса Будрайтиса)
- 1979 — Цыган — вокал
- {{в кино|1979 — Несколько дней из жизни И. И. Обломова — отец Штольца (роль Николая Пастухова)
- 1980 — Из жизни отдыхающих — Алексей Сергеевич Павлищев (роль Регимантаса Адомайтиса)
- 1982 — 1988 — В. И. Ленин. Страницы жизни (документальный) — Владимир Ильич Ленин
- 2009 — Исаев — от автора
- 2013 — Ку! Кин-дза-дза — Владимир Николаевич Чижов

## Документальные фильмы
- Николай Губенко. Я принимаю бой
- Острова. Николай Губенко. (телеканал «Культура»)
- Николай Губенко является одним из героев документального фильма Владислава Виноградова «Мои современники» (1984)
- «Монолог в 4 частях. Николай Губенко», телеканал «Россия-Культура», 2018 год.